# Гарсия Гомес (граф)
Гарсиа Гомес (исп. García Gómez; умер после 1017 года) — леонский граф, по крайней мере, с 971 года. Старший сын Гомеса Диаса и Муниадомны Фернандес, дочери Фернана Гонсалеса, графа Кастильского. От своего отца, главы клана Бану Гомес, он унаследовал графства Сальданья, Каррион и Льебана.

## Биография
Грамотой от 15 мая 984 года Гарсия Гомес пожертвовал часть имущества в Кальсадилья-де-Куэса монастырю Саагун. 1 сентября 986 года он стал свидетелем того, как его предполагаемый дядя Осорио Диас пожертвовал виллу Арчелло тому же монастырю.
Гарсия женился на Муниадомне Гонсалес, дочери Гонсало Бермудеса и Ильдонсы Рамирес, племяннице Веласкиты Рамирес, супруги короля Леона Бермудо II . В 988—989 годах Гарсия и его тесть, возможно, при поддержке клана Ансурес, подняли восстание против власти короля Леона Бермудо II. Объединившись с Аль-Мансуром, кордовским хаджибом, который двинулся на Леон, мятежники вынудили короля Бермудо укрыться в Галисии и изгнали графов Монсон из Тьерра-де-Кампос. Вся земля между Саморой и Кастией, включая сам Леон, находилась в руках Гарсии Гомеса, который правил под верховной властью Аль-Мансура. Он зашел так далеко, что в первые месяцы 990 года назвал себя «правящим (imperante) в Леоне». В 990 году король Бермудо вернулся в Леон и изгнал восставших, которые быстро примирились с ним.
Гарсиа Гомес также поддержал восстание между ноябрем 991 и сентябрем 992 года, которое изгнало Бермудо из королевства. Во главе восстания находились Мунио Фернандес, тесть Гарсии, и граф Пелайо Родригес. Гонсало Гомес был в хороших отношениях с преемником Бермудо, новым королем Леона Альфонсо V.
29 июня 1000 года Гарсия участвовал в битве при Сервере. Согласно Ибн аль-Хатибу, при битве Сервере Каяддайр Аль-Даммари Аль-Абра, принц североафриканского племени Бану Даммари, обезглавил одного из графов Бану Гомес и носил его голову с собой. Три брата Гарсии, Веласко, Санчо и Мунио, также носили титул графа, но только Веласко не появляется ни в каких источниках после 1000 года и поэтому может быть идентифицирован как убитый при Сервере . Единственные христианские источники, упоминающие о битве, оба тесно связанные с мусульманскими историями, отличаются от них тем, что подчеркивают лидерство Гарсиа Гомеса. Anales Castellanos Segundos записывают, что в эпоху MXXXVIII [año 1000] fuit arrancada de Cervera super conde Sancium Garcia et Garcia Gomez: В 1038 г. Эры (= 1000 г. Р. Х.) граф Санчо Гарсия и Гарсия Гомес потерпели поражение при Сервере (de Cervera)" .
Недавно Маргарита Торрес Севилья предложила отождествить Гарсиа Гомеса с" Ибн Мама Дуна «или» Ибн Мумадумна Аль-Кумис " (сын/потомок Муниадомны, графа), который в 1009 году вступил в Кордову и установил в качестве халифа некоего Сулеймана ибн Хакама, кандидата берберов. Доказательства, однако, очень слабы, и христианским графом, который вошел в Кордову в том году, был Санчо Гарсия Кастильский.
После смерти кордовского хаджиба Аль-Мансура (1002) граф Гарсия Гомес был одним из баронов королевства, который подписал мирный договор с сыном и преемником первого, Аль-Музаффаром. В 1005 году Гарсия добавил к своим владениям Сеа и Грахаль, а в 1007 году — Сеон. Гарсия снова восстал в 1007 году, когда он использовал титул графа Леона.